# Josep Maria Gatell Artigas
Josep Maria Gatell Artigas (Bràfim, Alt Camp, 1951) és doctor en medicina i científic català, cap del Servei de Malalties Infecciones i SIDA de l'Hospital Clínic de Barcelona.
Va estudiar la carrera de medicina a la Facultat de Medicina (UB), on es graduà el 1976. Posteriorment realitzà el doctorat a la mateixa universitat catalana, aconseguint el títol de doctor summa cum laude l'any 1981.
Des del 1976, en què començà com a resident de medicina interna a l'Hospital Clínic de Barcelona, ha mantingut la seva vinculació amb aquest centre, essent actualment el cap de les Unitats de Malalties Infeccioses i SIDA.
És també director, conjuntament amb Bonaventura Clotet, de l'Hivacat (Centre Català d'Investigació i Desenvolupament de Vacunes contra la Sida). El setembre de 2015 va signar un manifest de científics a favors de Junts pel Sí, candidatura independentista a les eleccions al Parlament de Catalunya de 2015.